# Bryum meyenianum
Bryum meyenianum là một loài rêu trong họ Bryaceae. Loài này được Hampe Müll. Hal. mô tả khoa học đầu tiên năm 1848.